# Згорня Велка
Згорня Велка (словен. Zgornja Velka) — поселення в общині Шентиль, Подравський регіон‎, Словенія.